# Riccia nigrella
Riccia nigrella là một loài rêu trong họ Ricciaceae. Loài này được DC. mô tả khoa học đầu tiên năm 1815.